# Passo del Weissenstein
Il passo del Weissenstein (in tedesco Weissensteinpass) è un passo di montagna che si trova a nord della città di Soletta sulle pendici del monte Weissenstein in Svizzera. Il passo sale a sud dal paese di Oberdorf e in dodici chilometri raggiunge la località di Gänsbrunnen tra le montagne del Giura.
In alcuni tratti la strada raggiunge una pendenza del 22% (9,5% di media) e ciò ne fa la strada di un passo svizzero con la pendenza più elevata. Inoltre la strada è molto stretta tantoché in alcuni punti può passare un solo veicolo alla volta.
Nel periodo invernale la parte nord del passo non viene sgomberata dalla neve per cui il passo resta chiuso per alcuni mesi.